# Tätgrynna
Tätgrynna (Resinicium bicolor) är en svampart som först beskrevs av Alb. & Schwein., och fick sitt nu gällande namn av Erast Parmasto 1968. Enligt Catalogue of Life ingår Tätgrynna i släktet Resinicium, klassen Agaricomycetes, divisionen basidiesvampar och riket svampar, men enligt Dyntaxa är tillhörigheten istället släktet Resinicium, familjen Meruliaceae, ordningen Polyporales, klassen Agaricomycetes, divisionen basidiesvampar och riket svampar. Arten är reproducerande i Sverige. Inga underarter finns listade i Catalogue of Life.